# Michael Hart
Michael Stern Hart (Tacoma, 8 de março de 1947 - Urbana, 6 de setembro de 2011) foi um estadunidense mais conhecido como o fundador do Projeto Gutenberg, que torna livros eletrônicos disponíveis na internet. Ao menos uma das versões de cada livro é um arquivo em texto puro que pode ser visualizado em praticamente qualquer computador.  Os e-textos podem ser carregados gratuitamente dos sites espelhos do Projeto Gutenberg. A maioria dos primeiros textos foram publicados por ele mesmo, mas atualmente os e-textos são produzidos (geralmente digitalizados via scanner) pelos diversos voluntários do projeto. A coleção inclui obras em domínio público, bem como trabalhos sob direitos autorais com a permissão do autor.
Um estudante brilhante mas não padrão, Hart recebeu seu Bacharelado da Universidade de Illinois em Urbana-Champaign (1973), em um programa de estudo independente, mas desistiu da escola de graduação. Em 1971 ele combinou os interesses dos pais (a mãe era uma professora em educação de matemática e o pai professor de Shakespeare). Na época a Universidade de Illinois deu-lhe acesso livre ao seu computador, e ele previu que o futuro dos computadores seria a busca de informação, e não análise numérica. Assim, ele começou a publicar cópias de clássicos como a Declaração de Independência dos Estados Unidos, a Bíblia, e as obras de Homero, Shakespeare e Mark Twain, e esse foi o começo do Projeto Gutenberg. É, por isso, considerado o inventor do livro electrónico.
Michael Stern Hart morreu em 6 de setembro de 2011.